# S.T.A.L.K.E.R.: Clear Sky
S.T.A.L.K.E.R.: Clear Sky is een computerspel ontwikkeld en uitgegeven door GSC Game World voor Windows. Het spel is uitgekomen in Rusland op 22 augustus 2008, op 5 september in Europa, en op 15 september in de VS.
Het spel combineert elementen van first-person shooter met een computerrollenspel (RPG), en is de prequel van S.T.A.L.K.E.R.: Shadow of Chernobyl. Het acroniem "STALKER" staat voor Scavenger, Trespasser, Adventurer, Loner, Killer, Explorer, Robber.

## Verhaal
Het verhaal sluit aan bij de Kernramp van Tsjernobyl die plaatsvond in 1986. In het fictieve verhaal heeft er in 2006 nog een tweede explosie plaatsgevonden in het vierde blok van de ontmantelde kerncentrale. Als gevolg hiervan is de omgeving permanent veranderd.
De speler neemt de rol aan van een huurling genaamd Scar. Hij krijgt opdracht van wetenschappers van de Clear Sky-groep om te voorkomen dat de Stalker Strelok (hoofdpersonage uit het vorige deel) het centrum van de Zone weet te bereiken. De wetenschappers vrezen dat het binnentreden van de Zone zal leiden tot een nieuwe explosie.

## Gameplay
De gameplay is gebaseerd op die van de voorganger Shadow of Chernobyl. De speler krijgt grote vrijheid van handelen, en hij kan zich aansluiten bij vier van ten minste elf groeperingen en hen naar de overwinning tegenover andere groeperingen leiden, maar dit heeft geen invloed op de verdere loop van de geschiedenis.
De spelwereld is vrij verkenbaar en over het algemeen groter en gedetailleerder dan die van de voorganger. Er zijn vijf nieuwe gebieden toegevoegd en acht oude gebieden zijn herzien. Bovendien kunnen langere afstanden tussen regio's, meestal tegen betaling, nu worden overbrugd met lokale experts.
De speler kan communiceren met andere Stalkers. In de zone voorzien handelaren de speler van wapens, munitie en andere uitrusting voor geld. In de kampen van sommige facties bieden monteurs aan wapens en pakken te repareren en te upgraden. In tegenstelling tot het vorige spel heeft het spelerskarakter geen honger. Het gebruik van voedsel verhoogt alleen de gezondheid. Energiedranken verhogen het uithoudingsvermogen tijdelijk, wat handig kan zijn in ontsnappingssituaties. Naast schade door de effecten van wapens, kan de gezondheid ook worden beïnvloed door omgevingsinvloeden. Dit omvat warmte, gif en natuurlijk radioactiviteit. De weerstand tegen mogelijke milieueffecten wordt individueel bepaald door de uitrusting van het personage van de speler. Radioactiviteit blijft in het lichaam, zelfs na het verlaten van een besmet gebied, maar kan worden behandeld met medicijnen.

## Ontvangst
S.T.A.L.K.E.R.: Clear Sky werd aanvankelijk negatief ontvangen vanwege bugs in het spel. De ontwikkelaar kwam met een update (versie 1.5.04) waarin het spel aanzienlijk stabieler is geworden.
Het spel kreeg een beoordeling door Gameswelt en Eurogamer van respectievelijk 72% en 70%. Op aggregatiewebsite Metacritic heeft het spel een verzamelde score van 75%.

## Trivia
- Het spel is opgenomen in het boek 1001 Video Games You Must Play Before You Die van Tony Mott.